# Hua Mulan (cràter)
Hua Mulan és un cràter d'impacte en el planeta Venus de 24 km de diàmetre. Porta el nom de Hua Mulan, llegendària guerrera xinesa, i el seu nom va ser aprovat per la Unió Astronòmica Internacional el 1991.